# Росси, Азария де
Азария бен-Моисей де Росси (итал. Azaria de' Rossi 1513 или 1511, Мантуя, Мантуя — 1578, Мантуя, Мантуя) — учёный, основатель исторической критики.

## Биография
Происходил из старинной итальянской семьи, бывшей, согласно древней традиции, в числе семейств иерусалимской знати, которые были уведены в плен Титом; род. в Мантуе ок. 1513 г., ум. в 1578 г.
Росси получил разностороннее светское и богословское образование; по профессии был врачом; жил в Мантуе; в 1543 г. переселился в Феррару, жил затем в Анконе, Болонье и Саббьонетте. В 1569 г., после изгнания евреев Пием V из Папской области, де Росси переселился снова в Феррару. В 1571 г. в. Ферраре разразилось землетрясение, от которого погибло около 200 лиц, и лишь благодаря случаю де Росси и его семья избегли смерти. Во время суматохи, последовавшей за катастрофой, Росси поселился в деревне, где сблизился с одним христианским ученым, который изучал иудео-эллинскую литературу. Вопрос последнего ο том, существует ли в еврейской письменности перевод Послания Аристея, побудил де Росси познакомить и евреев, не знающих классических языков, с произведениями иудео-эллинской литературы. В течение 20 дней де Росси написал «Hadrat Zekenim» (перевод означенного Послания), составляющий вторую книгу его знаменитого сочинения «Meor Enajim».
Росси следует считать наиболее выдающимся представителем эпохи позднего возрождения. Глубокий ум, историческое чутье, необыкновенная память, редкое трудолюбие, смелость мысли и изумительная эрудиция сочетались в этом замечательном мыслителе, опередившем свой век и достойно оцененном лишь в XIX в., когда историческая критика, основание которой положил Нибур в знаменитом сочинении «Römische Geschichte» (1811—1832), завоевала себе место и в истории евреев. В его сочинении впервые произведения иудео-эллинской письменности, Септуагинта и сочинения Филона были введены в круг еврейской литературы; впервые сопоставлены источники еврейской истории в талмудическо-мидрашитской письменности — с одной стороны, и в иудео-эллинской классической и древнехристианской письменности — с другой. Свидетельства источников и предания подвергаются Росси строгой объективной критике. Стремление его проникнуть в тайны прошлого было поистине изумительно. Болезненный, всегда терпевший нужду и горе, он никогда не расставался с научными занятиями. Он изучил в совершенстве еврейскую, классическую и итальянскую письменность; основательно знал античную жизнь, греческие и римские древности, историю церкви, церковную христианскую письменность, историю, естествознание и медицину. Он был свободен от авторитета традиции, который в то время господствовал как над еврейскими, так и над христианскими умами. Ему была чужда вера в древние книги. В нём поражает не только острая критика, которой он подвергает каждое сообщение, предание, но также и остроумное сопоставление источников, часто на первый взгляд далеких друг от друга. В его произведении впервые философская критика уступает место исторической критике и сравнительному анализу исторических источников.
Первые еврейские ученые, применившие метод исторической критики к еврейской истории, С. Л. Рапопорт и Л. Цунц, оценили значение Росси и его труда «Маор Эйнаим» как труда, который «положил основание современной исторической критике». «Meor Enajim» (Мантуя, 1573—75; Берлин, 1794; Вильна, 1829; там же 1863—1866) состоит из трех книг:
1. «Kol Elohim» (ивр. קול אלוהים‎) — описание землетрясения в Ферраре,
2. «Hadrat Zekenim» — перевод «Послания Аристея» и
3. «Имрей бина» — сборник статей по еврейской истории и археологии.

Третья книга состоит из четырёх частей. Первая часть содержит исследования ο еврейской расе, ο происхождении Септуагинты, о некоторых верованиях талмудических законоучителей, находящихся в противоречии с результатами науки, историю еврейских поселений в Александрии и Кирене, хронику ο восстании Бар-Кохбы. Вторая часть содержит критические возражения на некоторые утверждения талмудических законоучителей, объяснения исторических агад, которых нельзя понимать в буквальном смысле. Третья часть содержит ценное исследование по хронологии еврейской истории. Четвёртая часть посвящена еврейской археологии. Вся эта книга проникнута смелостью мысли и критическим духом. Росси выступал против общепринятой еврейской эры от сотворения мира и доказывал, что определение периода существования второго храма, согласно Талмуду, не соответствует действительности. Многие основные вопросы еврейской истории разбираются на основании разных источников, контролирующих друг друга, и решаются часто не в согласии с традицией. Естественно, что это сочинение не могло иметь значения в ту эпоху упадка и господства каббалы и мистицизма. Сочинение вызвало против себя протесты. Р. Иосиф Каро незадолго до кончины приказал члену цфатского раввината р. Элише Галлико составить проект акта об анафеме на это произведение. Смерть помешала р. Иосифу Каро подписать проект, но все же акт об анафеме был опубликован цфатским раввинатом. В Италии мантуанский раввинат запретил изучение сочинений Росси лицами, не достигшими 25-летнего возраста (без особого разрешения раввината). Сочинение Росси обратило на себя внимание христианских гебраистов, которые переводили неоднократно из него целые главы.
Из них должны быть упомянуты:
- Бартолоччи (пер. 9 и 22 глав Meor Enajim, в Bibliotheca magna rabbinica);
- Бохарт (Hierozoicon, Лейден, 1712; гл. 16 и 21);
- Буксторф (гл. 9, 42 и 59, в Tractatus de antiquitate punctorum, Базель, 1648; гл. 50 и 60 в переводе Kuzari, ib., 1660 и гл. 56 и 58, в Dissertatio de literis hebraicis, ib., 1662);
- Готтингер, Рафаль
- Епископ Лоут.